# Rio Crizbav
O Rio Crizbav é um rio da Romênia, afluente do Hotaru, localizado no distrito de Braşov.